# コンブ
コンブ（昆布、アイヌ語: Konpu）は、オクロ植物褐藻綱コンブ目コンブ科 （学名: Laminariaceae）に属する数種の海藻及びそれを加工した食品。一般的な表記は生物種としては「コンブ」、食品名あるいは商品名としては「昆布」である。
生物学ではカタカナ書きの「コンブ」が使われるものの、単なる「コンブ」と言う種は存在せず、マコンブやリシリコンブ、ミツイシコンブなどのように、コンブ科植物の種の標準和名に用いる。他方、食品など日常的には昆布やこんぶ（こぶ）の表記も使われる。ウェブスター辞典などにもそのままkombuとして記載されている。かつての松前藩が名産地であったことから、「松前（まつまえ）」の俗称もあった。

## 概要
コンブ目（Laminariales）に分類される海藻はコンブ類（英名Kelp）と称され、世界におよそ130種が知られている。
一般的にコンブ（昆布）は、広義にはコンブ目コンブ科に属する海藻の総称をいう。特にこのうちコンブ目コンブ科のうちネコアシコンブ属（Arthrothamnus）、トロロコンブ属（Kjellmaniella）、カラフトコンブ属（Saccharina）の3つの分類群に属するグループとされることもある。さらに狭義にはカラフトコンブ属に属する生物種としてのマコンブを指すこともある。また、食品についてはこのマコンブを中心に「マコンブ（Saccharina japonica var. japonica）とその近種の加工品」と定義されることもある。
コンブは葉状部（全形の形状、縁辺部や基部の形状、葉面の紋様など）、茎状部、根状部の形態や組織（粘液腔道など）の違いによって細分される。
食品関係では松前昆布、日高昆布、羅臼昆布、浜中昆布のように産地名を冠したものや、長昆布や厚葉昆布のように形態的特徴を冠したものがある。生物種としては、日高昆布はミツイシコンブ、羅臼昆布はオニコンブ、浜中昆布はナガコンブ、厚葉昆布はガッガラコンブにあたる。漢字表記の名称はカタカナ表記の生物種と一致する場合もあるが、一致しない場合もある。

## 分類

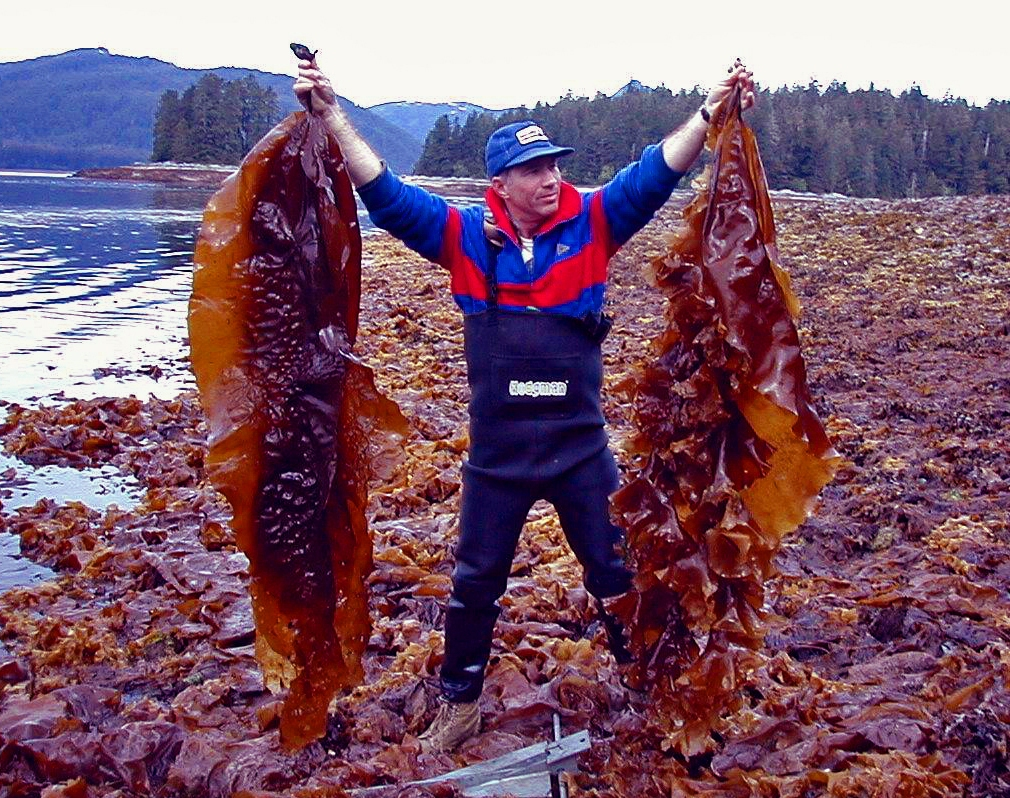
海岸に打ち上げられたカラフトコンブ (Saccharina latissima)

コンブ科Laminariaceae Bory de Saint-Vincentには次の13属があり、マコンブなどが属するカラフトコンブ属、ネコアシコンブなどが属するネコアシコンブ属や、カナダからチリに分布するジャイアントケルプの属するMacrocystis 属などがある。
- Arthrothamnus Ruprecht ネコアシコンブ属[12]
- Costulariella Petrov & Gussarova
- Cymathere J.Agardh[8] ミスジコンブ属[13]
- Feditia Yu.Petrov & I.Gusarova
- Laminaria J.V.Lamouroux コンブ属[14]（ゴヘイコンブ属[15]）
- Macrocystis C.Agardh
- Nereocystis Postels & Ruprecht
- Pelagophycus Areschoug
- Phyllariella Y.E.Petrov & Vozzhinskaja
- Postelsia Ruprecht
- Pseudolessonia G.Y.Cho, N.G.Klochkova, T.N.Krupnova & Boo
- Saccharina Stackhouse[8] カラフトコンブ属[16]（コンブ属[15]）
- Streptophyllopsis Kajimura[8] クロシオメ属[17]

### 近縁種
コンブ科と同じコンブ目に属する近縁な種としては、ワカメなどが属するアイヌワカメ科（チガイソ科）や、コンブの原始的な形と言われるツルモ科があり、また、アラメ、カジメなどが属するレッソニア科が挙げられる。

## 名称

### 表記
日本語の「昆布」の表記は漢語に由来している。古い和名では「えびすめ」あるいは「ひろめ」と称された。10世紀初頭の深根輔仁の『本草和名』には「和名 比呂女 一名 衣比須女」とある。
現代中国語では「海帯（haidai）」と称され、コンブ科カラフトコンブ属の各種のコンブを意味するとともに、狭義にはカラフトコンブ属のマコンブを意味する。また、生物種としてのコンブにも一般的に「海帯」を用いる。一方、中国語にある「昆布（kunbu）」の語は、本草学に由来する用語であり薬としてのコンブを意味する。
中国古典における「昆布」の語の初見は、魏の呉普がまとめた『呉普本草』とされ「綸布」という薬効のある海藻の一名として挙げられている。この「綸布」については前漢に成立していた『爾雅』に「綸」として記され、東海（朝鮮半島北東部の日本海沿岸）の特産品としている。しかし、この海藻は牧野富太郎らによってワカメを指したものと指摘されている。ただし古代中国の「昆布」を北方系のワカメとする仮説に対しては、『本草綱目』にある「縄把索地如巻麻」（縄にして束ねて巻麻のようにしたもの）の形態がロシア極東にもみられるため、さらなる検討の余地があるとする指摘もある。一方、「海帯」の語については、11世紀に編纂された北宋の『嘉佑本草』が東州（山東半島）の特産品として「海帯」を記載しており、女真の貿易活動の中で中国との交易品に含まれていたとみられている。「昆布」の歴史的用語法について王賽時は、山東と遼寧では「海帯」（アマモ）、浙江と福建では「黒昆布」（レッソニア科カジメ属の一種）、その他の地方では「裙帯菜」（ワカメ）を指していたとしている。
古代日本では『続日本紀』霊亀元年（715年）10月の記事に「昆布」の語があり、岩手県宮古市周辺にあった閇村（へいむら）の族長の須賀君古麻比留（すがのきみこまひる）が、先祖以来「昆布」を陸奥国府に献上してきたが、道のりが遠く苦しいため、村に貢納の拠点となる郡家（ぐうけ）を設置してほしいと訴えて許可されたとする。この715の閇村の昆布の記録の後、日本では供給量が増大し、730年代にかけて本項でいう「昆布」の語が急速に普及したと考えられている。
なお、古代日本ではワカメを「海藻」または「軍布（ぐんぷ）」と表記したが、昆布と音通とみられる用法の「軍布」が西日本の木簡に多く見られるという。
明代から清代にかけて中国では朝鮮半島から多くの昆布が輸出されるようになり、李朝後期の19世紀には主要な輸出品となったが、中国でコンブが「海帯」と称されるようになったのはこの頃とされる。
これより前の江戸時代の日本では、寺島良安が『和漢三才図会』（1712年）において中国の「昆布」がコンブであることを考証している。また、19世紀初頭の小野蘭山の『本草綱目啓蒙』は「昆布」をコンブであるとし、別に「海帯」の項を設け、「海帯」はホソメコンブのことであるとしている。

### 発音
『続日本紀』には「昆布」の語があるものの原文は漢文であり、その読みは明らかでない。「コンブ」の由来には諸説あるが、特に次の2説が有力である。
- 漢語の「昆布」の音読であるとする説[7]
- アイヌ語で昆布を指す kompu の音訳とする説（大言海他）

アイヌ語の「コンプ」が中国にわたり日本に逆輸入されたとする説もある。
マコンブを意味するアイヌ語には「コンプ」（北海道の幌別・沙流）や「サシ」（北海道中北東部・樺太・千島）がある。アイヌ語語源説に対しては、本州から日本語の「コンブ」が流入して道南を中心に「コンプ」の語が広まり、その他の地域に「サシ」が残存したとみるほうが整合的とする見解がある。

## 歴史

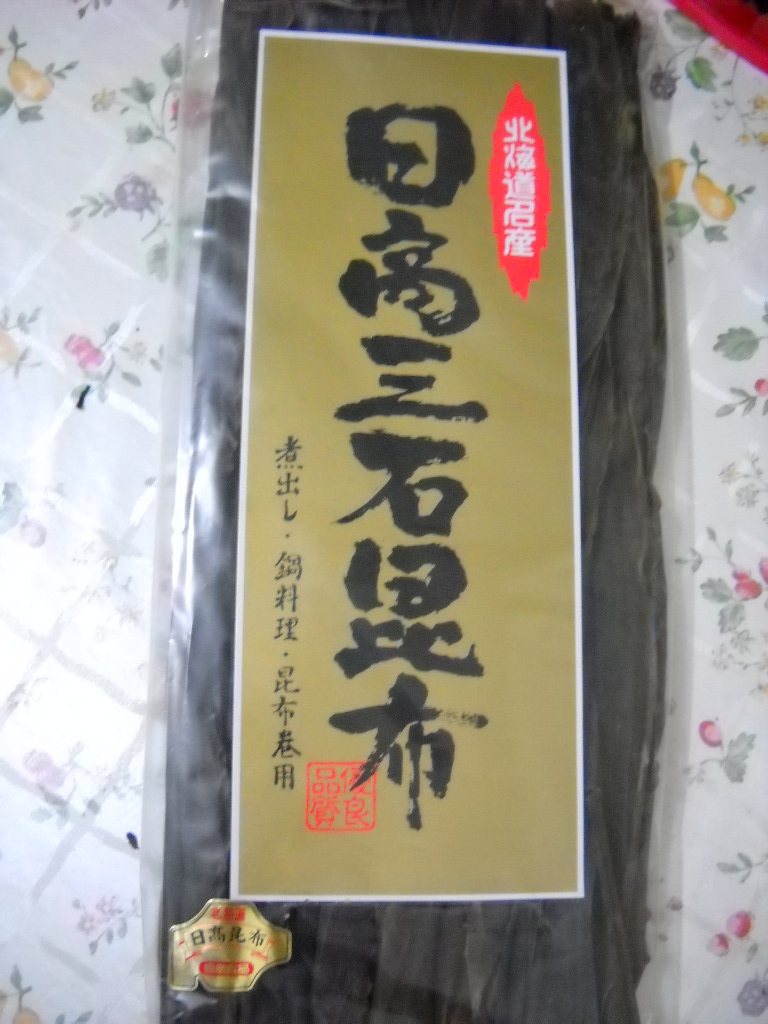
包装された日高昆布

先述のように中国語の「昆布」は本草学の用語で、本草学は自然物を薬用に用いる学問で実用的な観点に重点を置いて自然物を分類するものであることから、形態が異なるいくつかの種がまとめて「昆布」とされていた。古代中国の文献で「昆布」と記されているものには、ワカメなど別の海藻を指していると思われるとの指摘があるものも含まれる。

### 北東アジアの交易品
コンブは東北アジアの特産の海藻であるが、どの地域でも主食して食べられていたわけではなく、その文献は多くはない。しかし、『海東繹史』によると昆布は新羅、渤海、高麗の特産品としてたびたび中国にもたらされていた。
渤海では重要な交易品の一つで、『海東繹史』は『新唐書』などから渤海の使節が唐や後唐に昆布を献上していたとする記述を引用している。また、18世紀後半の史書『渤海考』は渤海の物産に「南海昆布」があったことを記している。

### 昆布ロード
日本で昆布の使用が広まったのは江戸時代のことである。この交易ルートは「昆布ロード」と呼ばれている。
起源はよくわかっていないが、江戸時代までには蝦夷地や東北北部で採れた昆布は、福井の小浜や敦賀周辺で陸揚げされ、陸路や琵琶湖の水路を経て京都にもたらされるようになっていた。
江戸時代に入って海上交通が盛んになると、北前船の西廻り航路が開発され、日本海沿岸地域から下関を経て瀬戸内海に入り、大坂にもたらされるようになった。
上方では大坂や堺で陸揚げされた。大阪名産の昆布製品として、とろろ昆布、塩昆布、佃煮などがある。また、堺は刃物が特産品だったこともあり、表面を薄く削ったおぼろ昆布が名産となった。
北前船で蝦夷地から運ばれた昆布は上方でその多くが消費され、上質なものは上方で消費されたので江戸へ回った分はその残りで、量が多かった日高昆布がほとんどであった。また、江戸の水質は上方より硬水寄りで、昆布のダシが出にくい水質であったために、ダシの材料として「鰹節」が多く使われていた。
さらに昆布の交易ルートは密貿易の形で南に伸びて、薩摩、琉球を通じて清国とつながるようになった。富山では売薬商が、薩摩藩が琉球口貿易を通じて手に入れている唐物の中に中国の薬種があるとみていた。一方、薩摩藩は大坂の問屋を介さずに松前産の俵物や昆布を直接松前から仕入れようと考えていた。当時、中国内陸部ではヨード不足により甲状腺が肥大する特有の風土病がみられ、ヨウ素を多く含む昆布の需要があり薬屋で販売されており需要があったためである。そこで越中売薬商は「薩摩組」を組織し、北前船の荷主として、後には北前船主として昆布を運び、薩摩の商人と取引を行った。
中継地の琉球には、薩摩藩から幅広の昆布とともに出汁の出にくい長昆布も流入したが、清国側はヨードが多いとされ幅広で出汁がよく出る海帯（ハイタイ）しか引き取らなかった。そのため長昆布が多く残されることとなり、沖縄では昆布を出汁ではなく食材として用いた郷土料理が多くなったとされる。
なお、シーボルトの『江戸参府紀行』によると、最上徳内がサガレン(樺太)に滞在した時に105人中53人が寒冷の影響で死亡したが、徳内は大量の昆布を食べることで、すこぶる健康であったと記載されている。

## 漁業
日本のコンブ生産量は約7万6千トン（2021年度 生重量）。生産量全体に占める養殖物の割合は約40%（2021年度）。天然物の生産量の95%以上、養殖物の75%を北海道が占める（2021年度）。輸出入は乾燥昆布の輸出は行われているが、輸入は割当はあるが実際は行われてない。

### 収穫と加工
コンブの収穫は、小舟から箱メガネなどで海中を見ながら昆布の根元に竿を差し入れ巻き付けてねじり取る。コンブ漁に用いられる先が二股になった棒は「マッカ」などと呼ばれる。また、ロープの先に鈎を付けた物を船の上や岸から投げて収穫する方法もある（マッケ曳き）。この他には、海岸へと押し寄せてきたコンブを、海岸で拾ったり、鈎でたぐり寄せる方法もある。
こうして収穫したコンブを、小石を敷き詰めた干場に運び並べて干す。1〜2回裏返しにし、まんべんなく乾燥させる。乾燥し過ぎると折れやすくなるため、加減が必要である。乾燥時間は半日程度だが、この間に雨に当たると商品価値は無くなるので、天気予報で雨が確実な日は出漁を見合わせることもある。天日ではなく乾燥機で干す方法もあり、品質は落ちるが、濃霧や日照不足などの理由で乾燥機の使用頻度が多い地域もある。コンブ干しは最適の天候時に、手早く、かつ何度も表裏を返し、適切に干す必要があるため、干し方専門のアルバイトが募集されるほか、コンブ漁場の近くに番屋を張り寝泊まりする地域もある。また、干した後も、専用の蔵にて「寝かせ」（熟成）の過程が1〜3年、上級品では5〜10年ほど必要であり、大変に手間がかかる。

### 養殖と増殖
コンブ生産では、ロープ等を利用した養殖のほか、漁場を整備して増やす方法が行われている。
漁場で増殖させる方法としては、コンブが発生する前にウオータージェットカッター工法によって雑藻駆除を行う方法や、水中ブルドーザーによって雑藻駆除を行う方法がある。

### 産地と種類

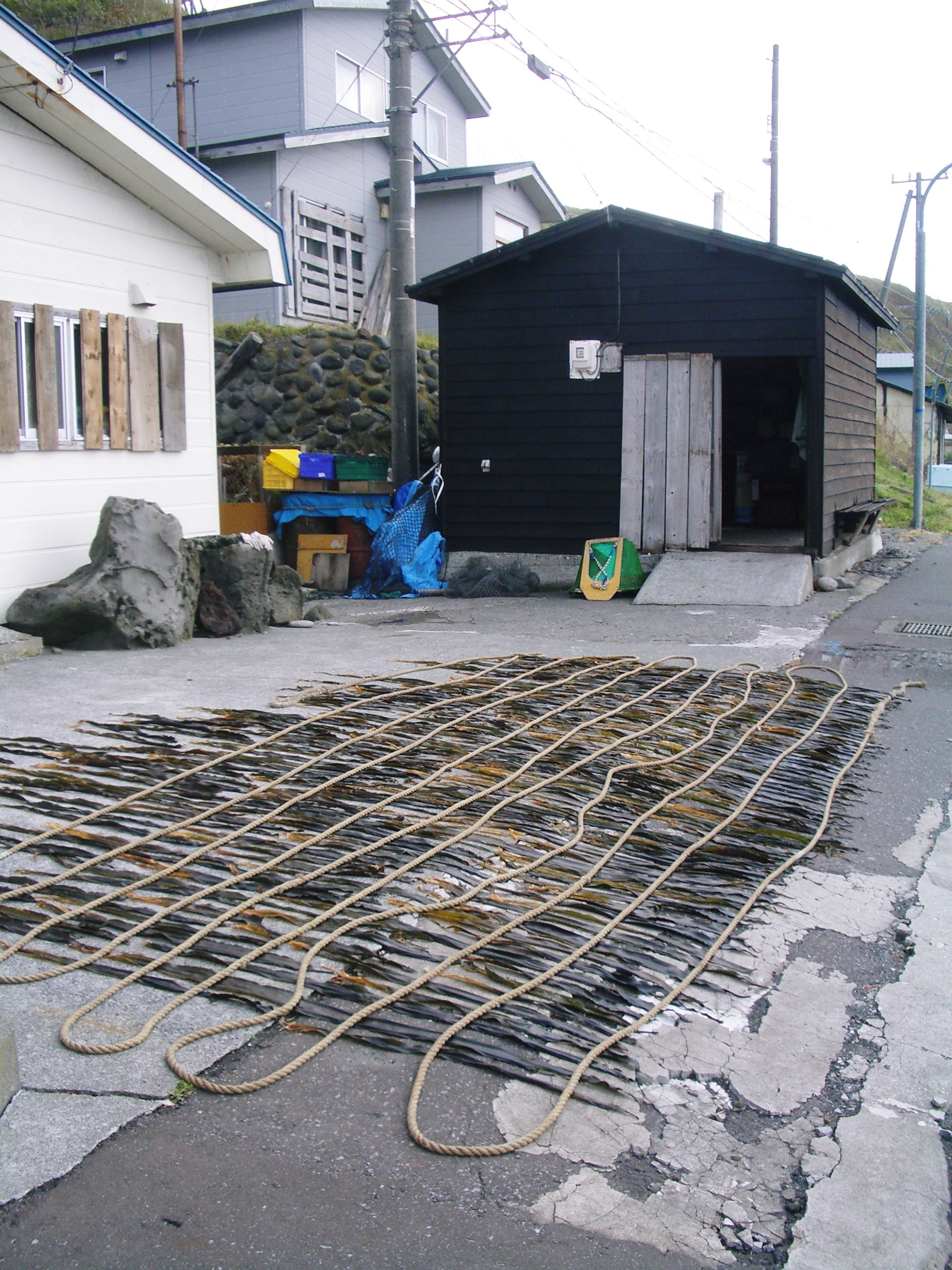
コンブの乾燥風景（利尻島）

日本におけるコンブ科の有用種はその有用度から見て、水産物として価値が高く重要な種にマコンブ（真昆布）、オニコンブ（羅臼昆布）、リシリコンブ（利尻昆布）、ホソメコンブ、ミツイシコンブ（日高昆布）、ナガコンブ（長昆布）、ガッガラコンブ及びガゴメコンブが挙げられ、補助的な種としてはチヂミコンブ、カラフトトロロコンブ、トロロコンブ、アツバスジコンブ及びネコアシコンブがあり、さらに地域的に利用されている種としてエナガコンブがある。
マコンブ Saccharina japonica（真昆布）
主に津軽海峡〜噴火湾沿岸で獲れる道南産のコンブ。昆布の最高級品とされることもある。非常に多くの銘柄と格付があり、旧南茅部町周辺（現在は函館市）に産する真昆布が最高級品とされ、「白口浜」と言う銘柄で呼ばれる。その他に旧恵山町周辺で産する「黒口浜」、津軽海峡の「本場折」、それ以外の海域で取れた物を「場違折」などの銘柄に分ける。市場価値もおおよそこの順番となるが、銘柄内でも品質により数段階の等級に分けられる。だし汁は上品で透き通っていて、独特の甘味がある。大阪ではこの味が好まれ、だし昆布と言えば、大抵この真昆布を用いる。現在の分類においては、オニコンブ、リシリコンブ、ホソメコンブは本種の変種とされている。
オニコンブ Saccharina japonica var. diabolica（羅臼昆布）
真昆布と並ぶ昆布の最高級品。濃厚な味のため、関東地方、北陸地方などではだし昆布として、この羅臼昆布が好まれ、料亭などで使用される最高級品となっている。関西でも消費量は多いが、使用され始めたのは明治時代と、マコンブなどと比較して歴史は浅い。主な用途はうどんだし、おでん、鍋物の味付け、佃煮などである。また、食用にも適しており、北陸地方、特に富山県は一大消費地である。
リシリコンブ Saccharina japonica var. ochotensis（利尻昆布）
真昆布や羅臼昆布と並ぶ最高級品で、生産地は利尻島、礼文島及び稚内沿岸であり、礼文島香深の物が最高級品とされる。味は前者より薄いが、澄んでおり、やや塩気のあるだしが採れる。素材の色や味を変えないため、懐石料理や煮物で重宝される。また、京都では最も高級、かつ一般的なだし昆布でもあり、千枚漬、湯豆腐、木の芽煮など用途が広く、料亭などでは、上質なだしを採るために1年以上寝かせた「ひね物」を用いる店もある。また、肉質が硬いため、高級おぼろ昆布やとろろ昆布の材料にもなる。だし昆布に限って言えば、生産量の約7％は福岡のうどん店チェーン牧のうどんで消費される。
ホソメコンブ Saccharina japonica var. religiosa（細目昆布）
渡島半島の松前〜道北の留萌を主体とした日本海沿岸で獲れる昆布。他の昆布と異なり寿命が1年であるため、1年目で刈り取られる。切り口がどの昆布よりも白いために、おぼろ昆布、とろろ昆布に加工されることが多い。以上の4種は分布域が連続しており、遺伝的距離も非常に近く種間交雑が可能である。
ミツイシコンブ Saccharina angustata（日高昆布、三石昆布）
太平洋岸、日高地方で獲れる。繊維質が多いため、早く煮え、非常に柔らかくなるので、昆布巻き、佃煮、おでん種など、昆布そのものを食べる料理に適している。また、関東での消費量が多く、一般的なだし用昆布として用いられる。
ナガコンブ Saccharina longissima（長昆布、浜中昆布）
釧路地方で多く獲れるコンブ。全長15 mにも及ぶ。生産量は最も多いが、旨味成分が少ないために、廉価品として取り引きされる。日高昆布同様、柔らかいために一般では昆布巻きなどに用いられる。沖縄県周辺（琉球）の島嶼群では大陸輸出を行っていた歴史もあって市場流通が多く最も一般的な昆布であり、古くから野菜代わりに重宝され、切り刻んだ物をそのままサラダ感覚で食べたりする他に、豚肉との相性が非常に良いため、炒め物にしたりする。特に棹前昆布と呼ばれる、成熟前の軟らかい長昆布が好まれた。ミツイシコンブと遺伝的距離が近く、本種をミツイシコンブの変種とする説もある。
ガッガラコンブ Saccharina coriacea（厚葉昆布）
釧路地方で多く獲れるコンブで、がっがらとも呼ぶ。ナガコンブと同じ海域に生息するが、ナガコンブと異なって、波の穏やかな場所を好む。表面は白粉（マンニット）を帯びており、独特の刺激と苦味がある。主な用途は加工用で、佃煮、塩吹昆布、ばってらなどに利用される。
ネコアシコンブ Arthrothamnus bifidus（猫足昆布）
分布は釧路沿岸から千島列島。コンブ科の褐藻だが、他のコンブのようにコンブ属ではなく、ネコアシコンブ属に属する。長さは2 mから4 m程度で、葉の基部両縁に耳型の突起ができる。根の部分が猫の足に似ていることから「猫足」と呼ばれるようになった。他の昆布と比較すると、粘りと甘味が強い点が特徴で、主にとろろ昆布、おぼろ昆布の材料になる。その他、医薬品、試薬に欠かせない沃化カリウムの原料としても知られていた。養殖法は確立されていない上に、下述のガゴメと同様、フコイダンという粘性多糖類が多く含有されていることから、価格が急騰し、入手が困難になってきている。
ガゴメコンブ（ガゴメ） Saccharina sculpera（籠目昆布、シノニム：Kjellmaniella crassifolia, Saccharina crassifolia）
葉（正確には葉状部という）の表面に籠の編み目のような龍紋状凹凸紋様があることからこの名を持つ。北海道函館市の津軽海峡沿岸〜亀田半島沿岸（旧南茅部町）〜室蘭市周辺（噴火湾を除く）、青森県三厩〜岩屋、岩手県宮古市重茂、樺太南西部、沿海州、朝鮮半島東北部に生育する。水深10 mから25 m付近に生育することが多く、浅い側ではマコンブと混じって分布するため、昔は雑海藻と見なされていた。最大で長さ2 m程度に成長し、寿命は3年から5年と考えられている。ダシを取る用途には使われないため、主にとろろ昆布や納豆昆布、松前漬などの加工品などに用いられた。そのため、他の昆布と比較して価格が低かったが、「フコイダン」という粘性多糖類が他のコンブよりも多量に含まれ、それがいわゆる機能性成分として作用するらしいことが分かり、価格が急騰した。

## 利用
| 項目           | 分量   |
| -------------- | ------ |
| 食物繊維総量   | 36.5 g |
| 水溶性食物繊維 | 7.4 g  |
| 不溶性食物繊維 | 29.1 g |

### 食材としての利用

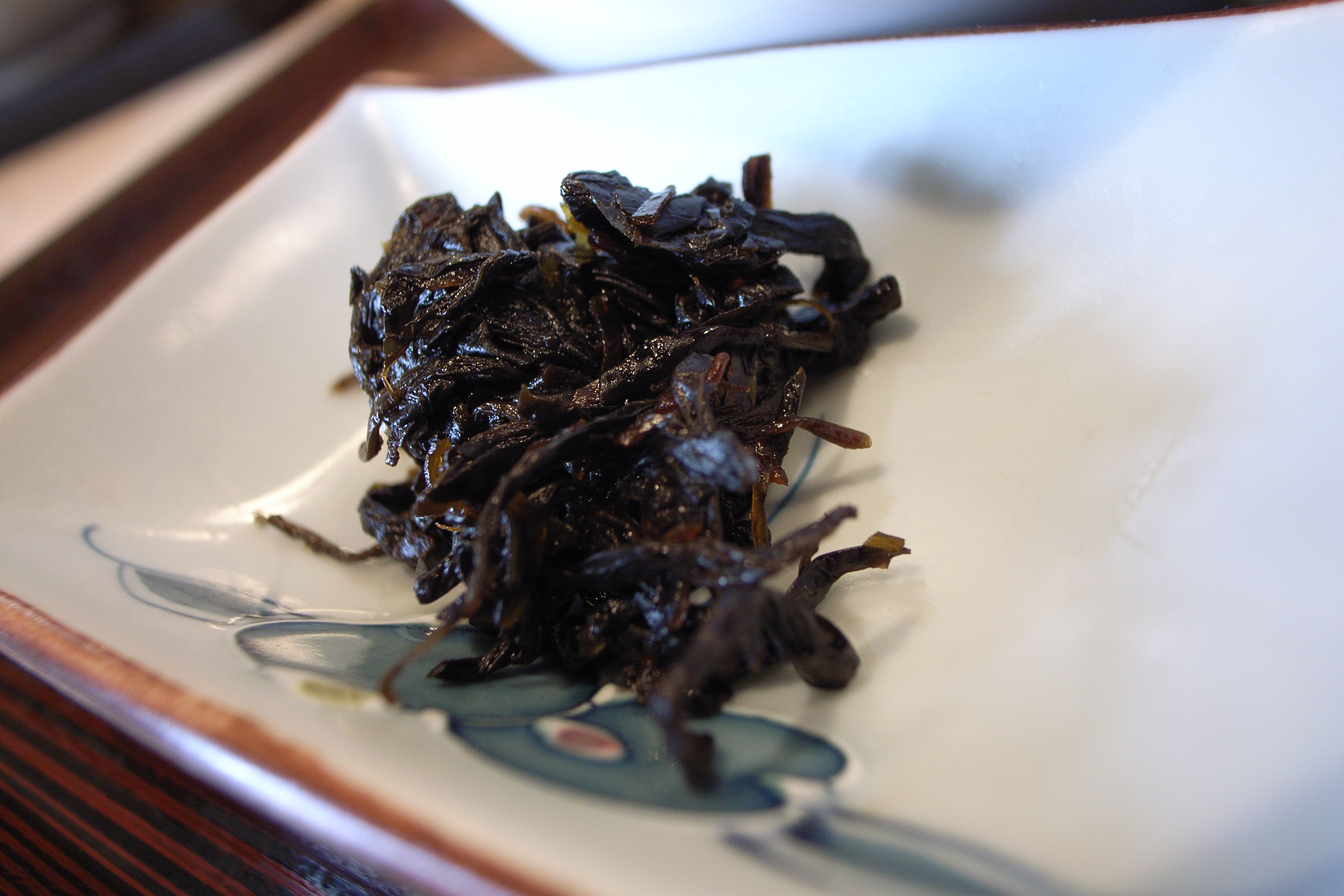
昆布を主要な材料として作られた佃煮。

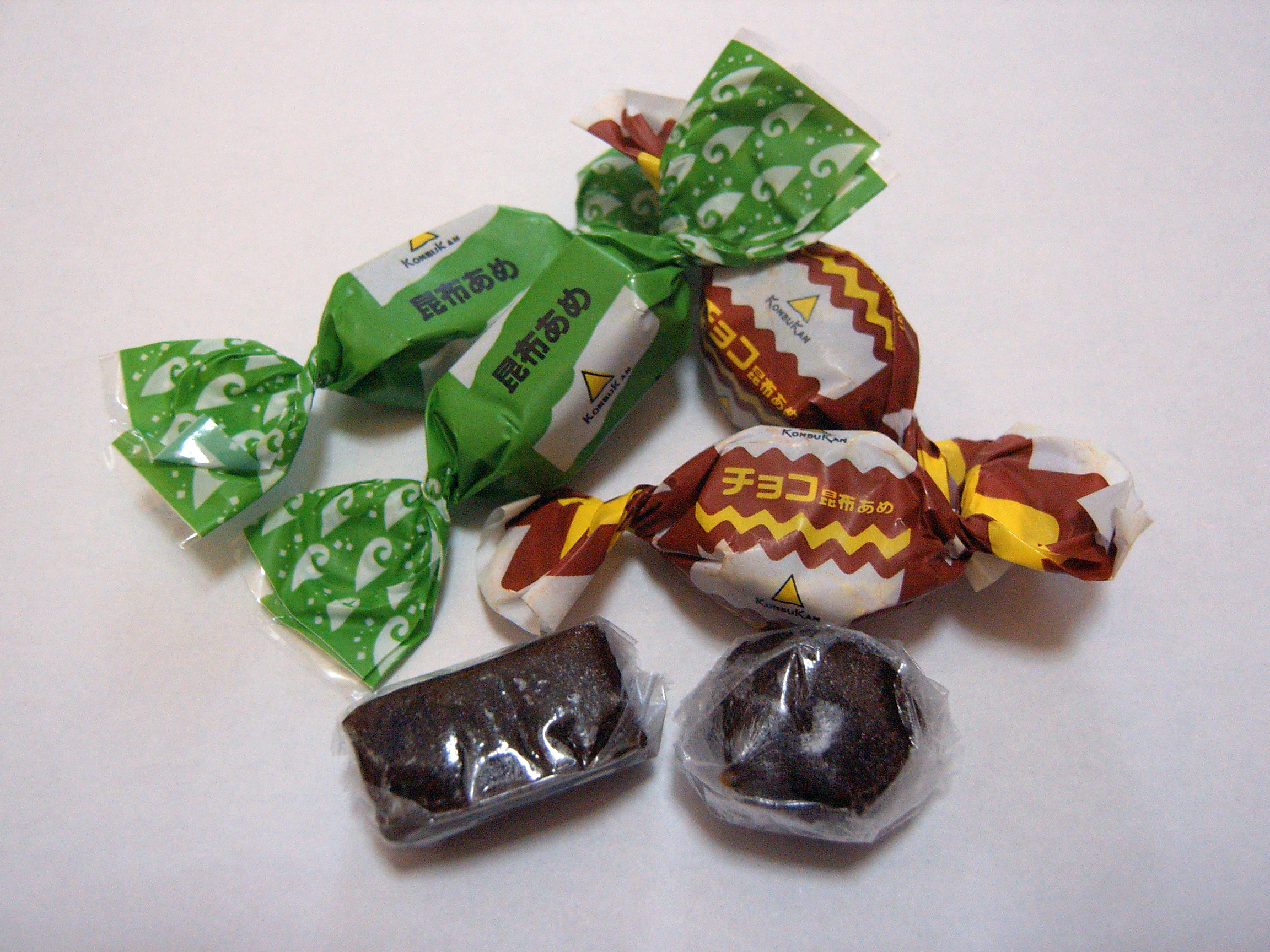
様々な昆布アメ

日本では特に北前船の寄港地で地域ごとの昆布料理が誕生した。昆布締めは富山県、昆布巻きニシンは山形県、松前漬けは北海道の郷土料理の1つとして知られる。
日本の統計局の家計調査によると、青森市、盛岡市、富山市が昆布消費量の多い都市（2003〜2005年平均：1世帯当たり）で、日本の平均の1.4〜1.8倍を消費している。沖縄県那覇市は7位（日本の平均の1.1倍）である。
ロシアでコンブは「海のキャベツ(морская капуста)」と呼ばれ、サラダに用いられる場合もあるが、食べ物としてはそれほどよく知られていない。
コンブの比較的新しい利用法としては、コンブを醗酵させて利用することが挙げられる。元来、コンブには硫酸基を持つ物質が含まれており、菌の繁殖を妨げていたのだが、この硫酸基に影響を受けずに昆布を醗酵させる菌が海底生物から見つかったことで、醗酵塩昆布の開発に拍車がかかった。2004年にはこうはら本店と大阪府立大学が提携し、発酵塩昆布が発売された。

#### コンブを加工した食品
- きざみ昆布（刻み昆布）[23]
- 早煮昆布、おでん昆布 - 採取時期の早い「棹前昆布」や良質の「水昆布」など食べる昆布[23][48]。
- 塩昆布
- 塩ふき昆布 - 塩昆布を干して塩をまぶしたもの[23]
- とろろ昆布
  - 白板昆布、根昆布（爪昆布）、耳昆布 - とろろ昆布の副産物
- 酢昆布
- 佃煮
- 昆布茶

#### 栄養素
コンブは特に豊富な食物繊維や鉄分、カルシウムなどが含まれており健康食品として人気が高い。1908年に池田菊苗が、日本では古来から食材などとして使われてきた昆布の旨み成分がグルタミン酸であることを発見し、これがうま味調味料の味の素となった。他にも、昆布にはヒトにとっての必須元素であるヨウ素を多量に含有している。
| 食品           | 含有量 (μg/ｇ) |
| -------------- | -------------- |
| 昆布(素干し)   | 2100-2400      |
| 昆布(刻み昆布) | 2300           |
| 昆布(佃煮)     | 110            |
| カットわかめ   | 85             |
| 昆布だし(液体) | 19-82          |

厚生労働省が発表した「日本人の食事摂取基準（2010年版）」によると、ヨウ素の推奨量は成人で約130 µg/日、ヨウ素の耐容上限量は約2.2 mg/日としている。コンブは大量にヨウ素を含み、素干しコンブ1 gでヨウ素の耐容上限量約2.2 mg/日に達する。北海道で見られた海岸性甲状腺腫は、ヨウ素の過剰摂取が原因であると考えられている。半面、ヨウ素の抗腫瘍作用を利用するため、少なくとも3 mg/日を摂取すべきとの説も存在する。

#### 調理
コンブの表面に付着している白い粉は味の源となっているグルタミン酸とマンニトールで、調理前に水洗いをすると流されてしまう。
調理の際、だし汁に色が付くことがある。このうち、緑色はクロロフィルの色素で、茶褐色はカロテンの色である。青紫色への変色は、水道水に含まれる塩化物イオンにより、コンブのヨウ素が溶け出し、例えばボウルや鍋などに付着していたデンプンとが、適度な温度でヨウ素デンプン反応を起こした結果であり、この色は加熱することにより消える。昆布からのグルタミン酸の抽出には水に含まれるミネラルが悪影響を及ぼすので軟水の使用が望ましい。

### 医療での利用
乾燥したコンブは水分を吸収すると膨張するという性質を持つ。この性質を利用して、医療用拡張器の原材料としてコンブ科の海藻が利用される。子宮頸管等の拡張に用いられるラミナリアがそれである。原材料は主に Laminaria digitata の茎根である。

### 工業製品としての利用
コンブに含まれるアルギン酸を繊維化させた物を、スピーカーの音響装置に利用する場合がある。